# Annika Rimala
Annika Rimala, född Tegengren 27 augusti 1936 i Åbo, död 14 september 2014 i Helsingfors, var en finländsk kläddesigner. Hon var mellan 1960 och 1982 chefsdesigner hos det finska kläd- och textilföretaget Marimekko.

## Biografi och karriär
Annika Rimala föddes i en finlandssvensk familj i Åbo. Hon hette som flicka Tegengren i efternamn och fick senare genom äktenskap namnen Reunanen och Piha. Hon tog namnet Rimala när hon ingick sitt tredje äktenskap, med arkitekten Ilkka Rimala.
Annika Rimala utbildade sig till grafisk designer vid Konstindustriella läroverket i Helsingfors 1954-56 och efter några år som hemmafru med småbarn började hon 1959 vid Marimekko. År 1960 blev hon av företagets grundare Armi Ratia utsedd till chefsdesigner, en position hon innehade i över tjugo år.
Rimala designade Marimekkos populära kollektion med randiga tröjor och t-shirts i bomullstrikå (så kallad Tasaraita-trikå), och andra kläder i klara färger, med tydliga mönster och enkla i snittet. Kläderna passade perfekt i en ny tid då jeans blivit ett allt vanligare basplagg. 
När Rimala började som chefsdesigner sammanföll det med att Marimekkos export kom igång. Rimala och Armi Ratia gjorde resor utomlands och deras kollektioner blev omskrivna i internationell press. Rimalas design presenterades i tidningarna Look och Life och ägnades senare stora uppslag i bland annat Vogue, Harper's Bazaar och Elle.
Vid slutet av 1960-talet, under ungdomsrevoltens år, drev hon igenom att Tasaraita-kollektionen blev massproducerad. Marimekkos chef Armi Ratia var tveksam till massproduktion, hennes koncept var att företaget gjorde exklusiva handtryck från fabriken i Helsingfors. Men massproduktionen blev lyckosam; sedan starten har Marimekko sålt omkring 17 miljoner Tasaraita-plagg.
Rimala, som led av sjukdomen multipel skleros, slutade vid Marimekko 1982. Under en tid drev hon tillsammans med sin man Ilkka  unisexbutiken Santtu i Helsingfors där de sålde egenproducerade Rimalaplagg. Hon tilldelades 1997 orden Pro Finlandia.
Annika Rimala avled i Helsingfors 2014.